# Hami 004
Hami 004 – meteoryt kamienny należący do chondrytów oliwinowo-hiperstenowych L 5, znaleziony 4 maja 2013 roku w regionie autonomicznym  Sinciang w Chinach. Meteoryt Hami 004 to pojedynczy okaz o masie 99 g i jest jednym z osiemdziesięciu czterech oficjalnie zatwierdzonych meteorytów w tym regionie. 